# Uromyces argutus
Uromyces argutus ist eine Ständerpilzart aus der Ordnung der Rostpilze (Pucciniales). Der Pilz ist ein Endoparasit des Süßgrases Spertina alterniflora. Symptome des Befalls durch die Art sind Rostflecken und Pusteln auf den Blattoberflächen der Wirtspflanzen. Sie kommt in Nordamerika und Europa vor.

## Merkmale

### Makroskopische Merkmale
Uromyces argutus ist mit bloßem Auge nur anhand der auf der Oberfläche des Wirtes hervortretenden Sporenlager zu erkennen. Sie wachsen in Nestern, die als gelbliche bis braune Flecken und Pusteln auf den Blattoberflächen erscheinen.

### Mikroskopische Merkmale
Das Myzel von Uromyces argutus wächst wie bei allen Uromyces-Arten interzellulär und bildet Saugfäden, die in das Speichergewebe des Wirtes wachsen. Aecien oder Spermogonien der Art sind nicht bekannt. Die gelbbraunen Uredien des Pilzes wachsen beidseitig auf den Wirtsblättern. Ihre schmutzigbraunen bis gelben Uredosporen sind 26–32 × 20–23 µm groß, meist langellipsoid bis ellipsoid und stachelwarzig. Die beidseitig wachsenden Telien der Art sind schwarzbraun, kompakt und früh offenliegend. Die goldenen bis hell kastanienbraunen Teliosporen sind einzellig, in der Regel eiförmig bis ellipsoid und 27–35 × 18–21 µm groß. Ihre Stiele sind gelblich und bis zu 70 µm lang.

## Verbreitung
Das bekannte Verbreitungsgebiet von Uromyces argutus umfasst Florida und Frankreich.

## Ökologie
Die Wirtspflanze von Uromyces argutus ist Spartina alterniflora. Der Pilz ernährt sich von den im Speichergewebe der Pflanzen vorhandenen Nährstoffen, seine Sporenlager brechen später durch die Blattoberfläche und setzen Sporen frei. Die Art verfügt über einen Entwicklungszyklus, von dem bislang lediglich Telien und Uredien sowie deren Wirt bekannt sind; Spermogonien und Aecien konnten dem Pilz nicht zugeordnet werden.